# Münchenstein
Münchenstein (toponimo tedesco) è un comune svizzero di 12 119 abitanti del Canton Basilea Campagna, nel distretto di Arlesheim; ha lo status di città.

## Storia
Qui nel 1957 presso la fonderia Haas'sche Schriftgiesserei fu creato il carattere tipografico Helvetica, tra i più noti e impiegati a livello mondiale; vi aveva inoltre sede l'industria elettrotecnica Alioth.

## Monumenti e luoghi d'interesse

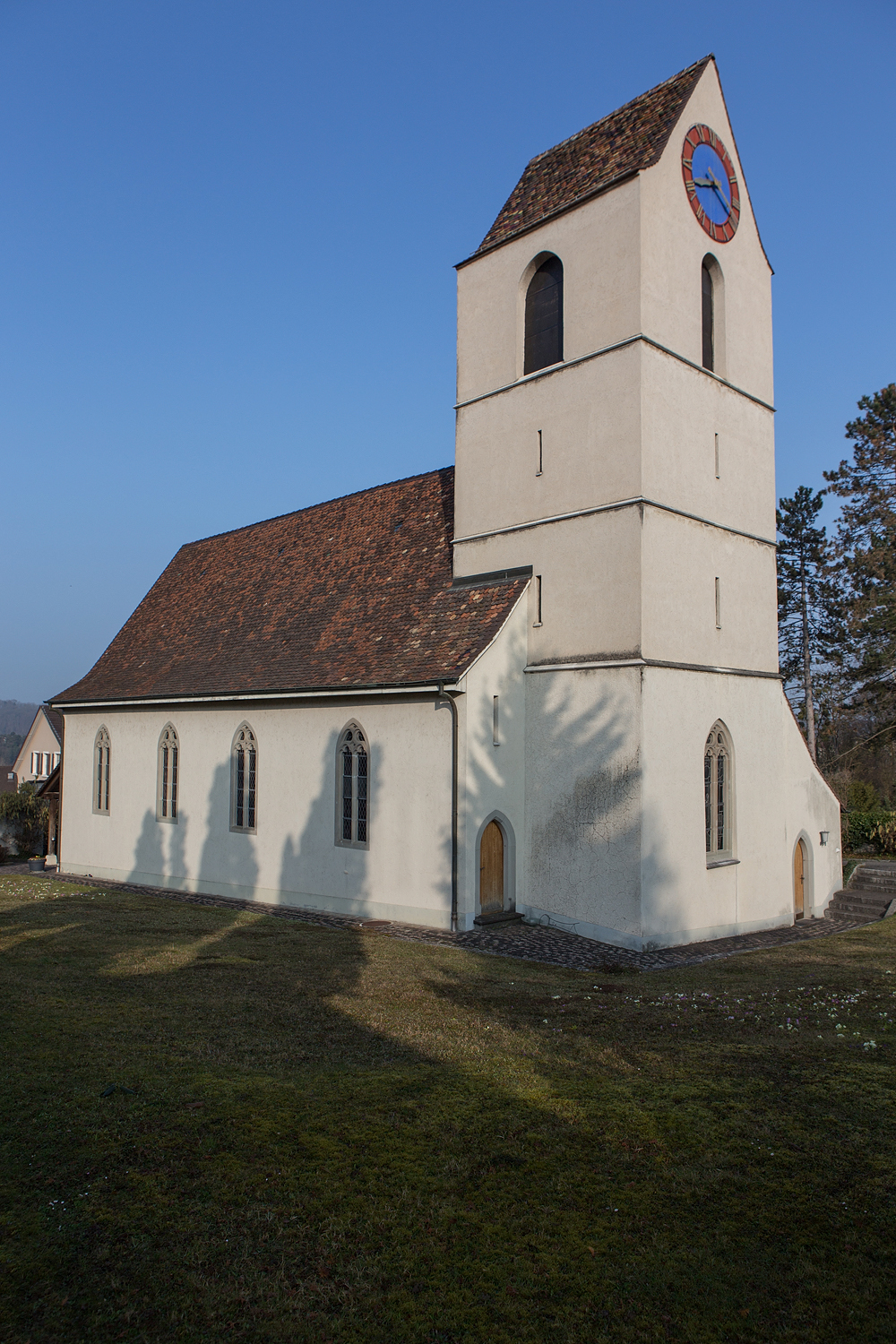
La chiesa riformata

- Chiesa riformata (già di San Bartolomeo), eretta nell'XI-XII secolo e ricostruita nel XIV-XV secolo, nel 1612-1613 e nel 1857[1].

## Società

### Evoluzione demografica
L'evoluzione demografica è riportata nella seguente tabella:
Abitanti censiti

## Cultura

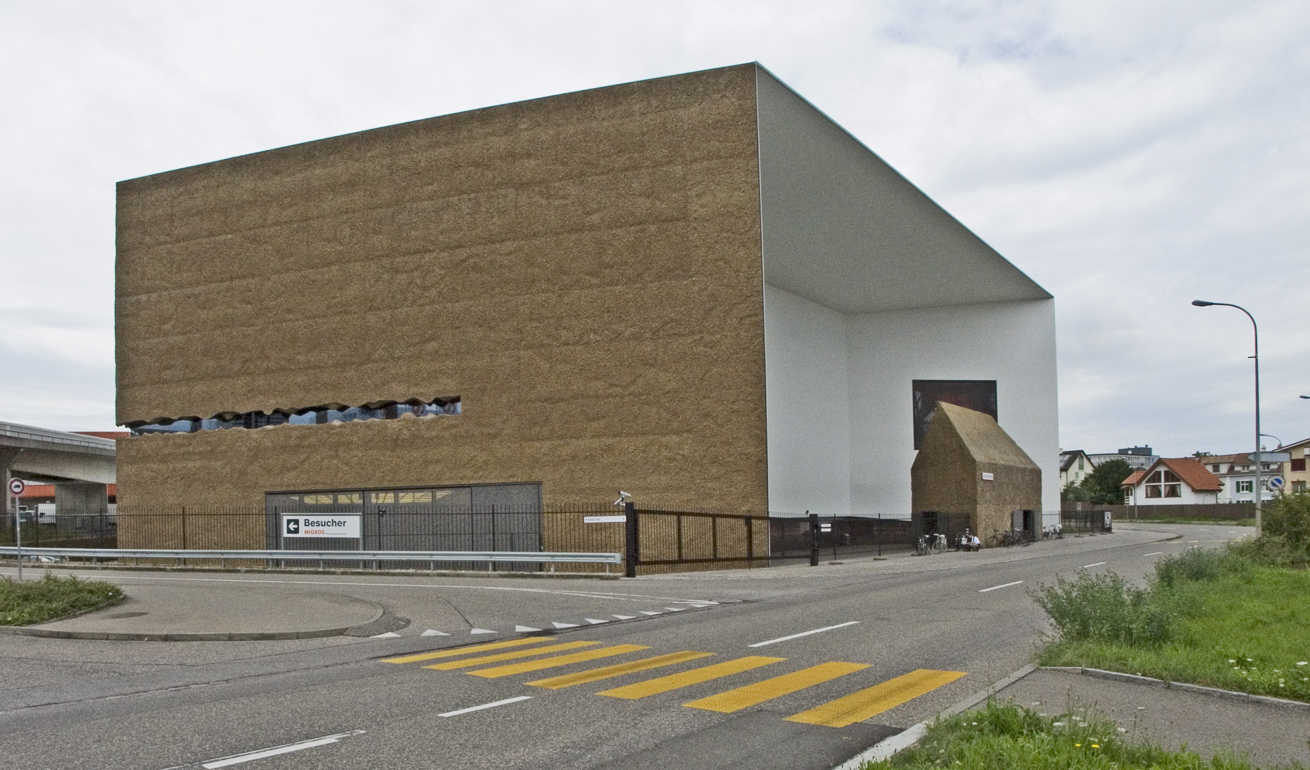
Il museo Schaulager

Vi sorge il museo Schaulager.

## Infrastrutture e trasporti

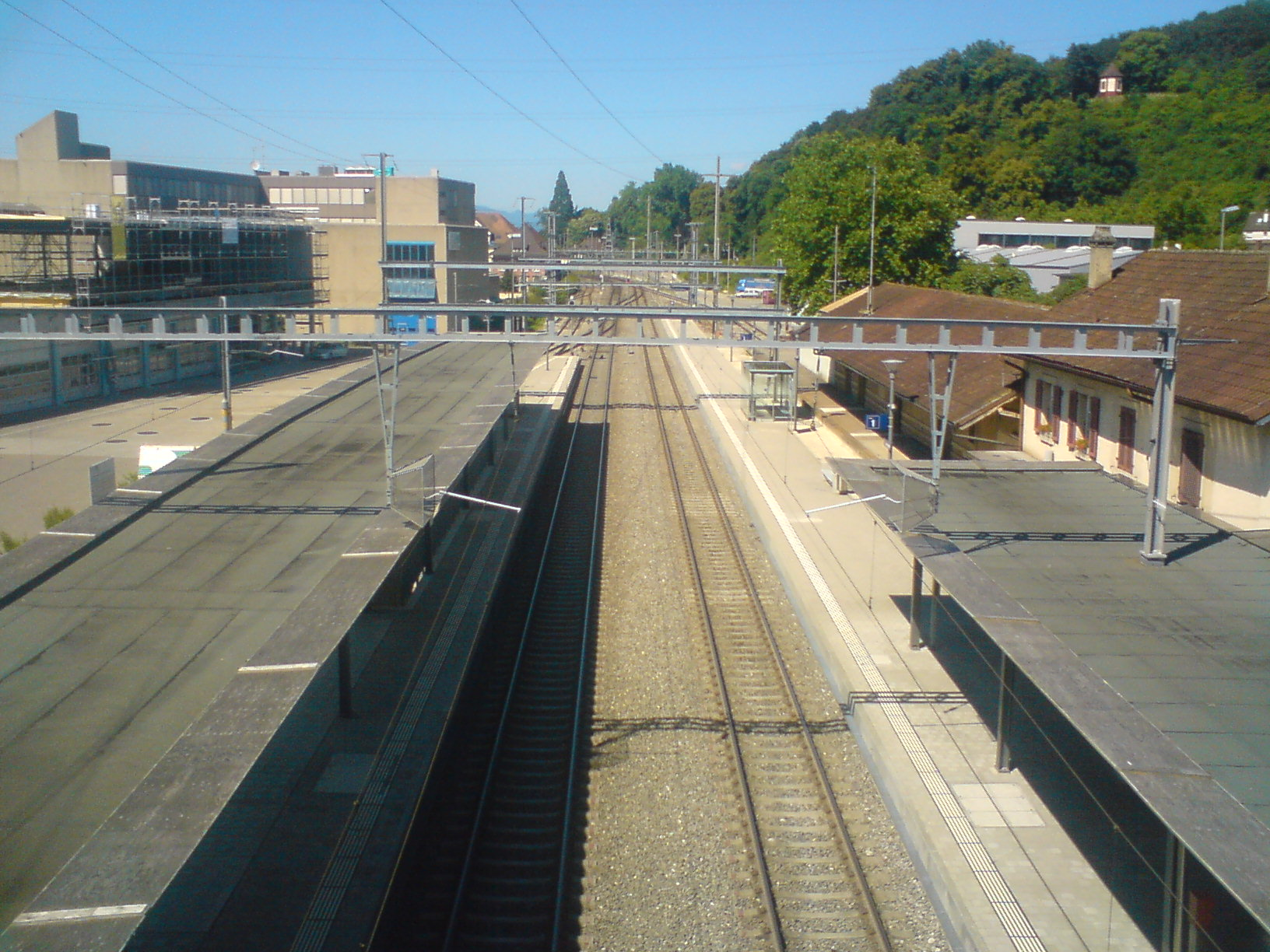
La stazione di Münchenstein

Münchenstein è servita dall'omonima stazione sulle ferrovie Basilea-Bienne e del Birseck.

## Amministrazione
Ogni famiglia originaria del luogo fa parte del cosiddetto comune patriziale e ha la responsabilità della manutenzione di ogni bene ricadente all'interno dei confini del comune.

## Sport
Presso la St. Jakobshalle si gioca dal 1970 il torneo di tennis Swiss Indoors.